# Comisariado del Pueblo de Justicia de la URSS
El Comisariado del Pueblo para la Justicia de la Unión Soviética (en ruso; Наро́дный комиссариа́т юсти́ции СССР, abreviado como Narkomiust) fue un organismo que existió entre 1936 y 1946 en la Unión Soviética, cuya función era la administración de justicia a través de la gestión organizativa de los tribunales y otras instituciones legales, el trabajo legal en el campo de la sistematización y codificación de la legislación soviética.

## Historia
Fue creado el 20 de julio de 1936 por decreto del Comité Ejecutivo Central y del Consejo de Comisarios del Pueblo de la Unión Soviética.
La creación de la Comisariado del Pueblo para la Justicia de la URSS tuvo lugar en el marco de una “discusión nacional” y preparativos para la adopción de la Constitución de la Unión Soviética en 1936, que introdujo el concepto de supervisión suprema sobre la ejecución exacta de las leyes, tarea que le fue asignada únicamente al Fiscal de la Unión Soviética, en relación con el cual hubo una separación de la oficina del fiscal del sistema de justicia en un sistema centralizado único e independiente.
Este proceso se inició en 1933. con la organización de la Fiscalía de la Unión Soviética, pero entonces el proceso aún no había concluido. A pesar de que la Fiscalía de la URSS llevó a cabo la gestión general de las fiscalías de las repúblicas de la Unión, siguieron siendo parte organizativa de los Comisariados del Pueblo de Justicia en las repúblicas. Estos cambios administrativos y legales reflejaron el deseo del régimen estalinista de fortalecer la centralización del estado de unión, para concentrar el poder en aquellas áreas que antes eran prerrogativa de las repúblicas.
Por lo tanto, el derecho de la Corte Suprema de la Unión Soviética, declarado por la Constitución de 1936, como el máximo órgano judicial, con la función supervisar las actividades judiciales de los órganos judiciales de la URSS, así como los órganos judiciales de las repúblicas de la Unión (Artículo 104) entró en conflicto con el Reglamento sobre el Comisariado del Pueblo para la Justicia, el cual declaró que esta última también tiene el derecho de dar instrucciones generales a los tribunales con el fin de garantizar la corrección y uniformidad de la práctica judicial. Esta situación significó la falta de independencia de los tribunales de las autoridades ejecutivas, la posibilidad de una injerencia ilegítima del órgano administrativo en la administración de justicia, lo que, en las condiciones de la Gran Purga, difícilmente puede considerarse una colisión accidental. 
Fue posible deshacerse de la función inusual solo cuando, el 15 de marzo de 1946, según el decreto "sobre la transformación del Consejo de Comisarios del Pueblo en el Consejo de Ministros", los comisariados del pueblo se transformaron en ministerios, incluido el Narkomiust, que se transformó en el  Ministerio de Justicia de la Unión Soviética.

## Base legal

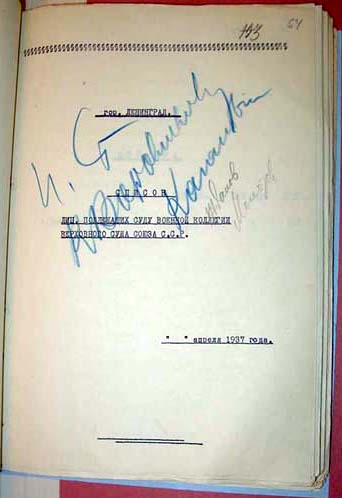
Lista de personas a ser juzgadas por el Colegio Militar de la Corte Suprema de la URSS con firmas de aprobación de Iósif Stalin, Kliment Voroshílov, Lázar Kaganóvich, Andréi Zhdánov y Viacheslav Mólotov. Primera página de un proceso típico (ejecución de facto) de la época de la Gran Purga.

La actividad del Narkomiust fue regulada por la Constitución de la Unión Soviética de 1936 (Artículo 78) y el Reglamento sobre el Narkomiust de la URSS, aprobado el 8 de diciembre de 1936.

## Potestades
Las tareas que tenía el Comisariado del Pueblo para la Justicia eran: 
- Supervisar la aplicación por parte de los tribunales de los "Reglamentos del Poder Judicial" -códigos penales, civiles y procesales, generalizar la práctica de su aplicación y desarrollar los cambios y adiciones necesarios para ellos.
- Supervisar la aplicación de las leyes soviéticas por los tribunales y dar instrucciones generales a los tribunales para garantizar la corrección y uniformidad de la práctica judicial.
- Dirigir la organización del poder judicial, la organización de la elección de jueces y los servicios organizativos y económicos de los tribunales en todo el territorio de la URSS.
- Instruir a las instituciones judiciales;
- Llevar a cabo la dirección general y la supervisión de las actividades de los colegios de abogados y organizar la asistencia jurídica a la población;
- Llevar a cabo la dirección general y la supervisión de las actividades de los tribunales públicos industriales y rurales.
- Llevar a cabo la dirección general y la supervisión del trabajo del notario.
- Administrar el sistema de educación jurídica y las instituciones de educación jurídica superior, así como los institutos de investigación bajo su jurisdicción.
- Realizar trabajos sobre la codificación de la legislación de la Unión Soviética, brinda asesoramiento legal y opiniones al Consejo de Comisarios del Pueblo;
- Mantener estadísticas judiciales y registros de personas privadas del derecho de voto en los tribunales.
- Supervisar el negocio editorial en temas de literatura legal.

Simultáneamente a la organización de la Narkomiust, se resolvió la cuestión de la separación definitiva de la NKJ de la fiscalía, cuya dirección general se realizaba anteriormente a través de la NKJ de las repúblicas unidas. Desde la organización de la Fiscalía de la Unión, la dirección de las fiscalías estuvo a cargo de la fiscalía de la URSS. La supervisión del trabajo judicial en casos específicos en el territorio de la federación estuvo a cargo de la Corte Suprema.

## Estructura

### 1936-1937
A la cabeza del organismo estaba el Comisario del Pueblo para la Justicia, que tenía dos diputados. Bajo el Comisariado del Pueblo existía un Consejo Metodológico, un Secretariado y una Conferencia Operativa. Como parte del comisariado se formaron:
- Departamento judicial,
- Departamento de protección judicial y asistencia jurídica a la población,
- Departamento notarial,
- Departamento de codificación de la legislación de la URSS y asesoramiento jurídico,
- Parte de referencia y codificación
- Departamento de Recursos Humanos,
- Gestión de instituciones educativas,
- Sector especial,
- Parte de encriptación secreta,
- Departamento administrativo y financiero.
- Oficina Central de Pericia en Contabilidad Forense
- Instituto de Ciencias Jurídicas de toda la Unión

### 1939
Al frente del Narkomiust de la URSS estaba el Comisario del Pueblo para la Justicia, que contaba con varios diputados; bajo el Comisariado del Pueblo había una Secretaría, un colegio, una reunión de diputados y un grupo de control e inspección. Como parte de la NKJ se formaron los siguientes organismos:
- Departamento de Personal
- Dirección de Tribunales Generales
- Oficina de Tribunales Especiales
- Oficina de Instituciones Educativas
- departamento de codificación
- Departamento de Abogacía
- departamento notarial
- Departamento de Planificación y Finanzas
- departamento de movilización
- Departamento de Cifrado Secreto
- Gestión de casos
- VIYUN

Dotación de personal (excepto VIYUN) 375 personas.

### 1940
Al frente de la NKJ de la URSS estaba el Comisario del Pueblo, que contaba con varios diputados; bajo el Comisariado del Pueblo había una Secretaría, un colegio, una reunión de diputados, un grupo de control e inspección. Como parte de la NKJ se formaron:
- Departamento de Personal
- Oficina del Poder Judicial
- Oficina de Tribunales Militares
- Oficina de Instituciones Educativas
- Departamento de buques de línea de transporte ferroviario y acuático
- departamento de codificación
- Departamento de Abogacía
- departamento notarial
- Departamento de Planificación y Finanzas
- departamento de movilización
- Departamento de Cifrado Secreto
- Gestión de casos
- VIYUN

Dotación de personal (excepto VIYUN) 357 personas.

### 1942
Al frente de la Narkomiust de la URSS estaba el Comisario del Pueblo, que contaba con varios diputados; bajo el Comisariado del Pueblo había una Secretaría, un colegio y una reunión de diputados. Además, como parte de la NKJ se formaron también:
- Oficina del Poder Judicial
- Dirección General de Tribunales Militares
- Departamento de Personal
- Gestión de casos
- Departamento de Abogacía
- Departamento Notarial
- departamento de codificación
- Departamento financiero
- Departamento de Cifrado Secreto
- VIYUN

### 1944
Al frente de la NKJ de la URSS estaba el Comisario del Pueblo, que contaba con varios diputados; bajo el Comisariado del Pueblo había una Secretaría, un colegio, una reunión de diputados. Como parte de la NKJ se formaron:
- Oficina del Poder Judicial
- Dirección General de Tribunales Militares del Ejército Rojo y la Armada
- Dirección General de los Tribunales Militares de Transporte
- Departamento de tribunales militares de las tropas de la NKVD
- Oficina de Instituciones Educativas
- Departamento de Personal
- Gestión de casos
- Departamento Administrativo y Financiero
- Departamento de Abogacía
- Departamento Notarial
- departamento de codificación
- Departamento de Cifrado Secreto
- VIYUN

## Lista de Comisarios del Pueblo
| N.º | Comisario | Comisario                    | Partido | Partido           | Periodo                                   | Gabinete                |
| --- | --------- | ---------------------------- | ------- | ----------------- | ----------------------------------------- | ----------------------- |
| 1   |           | Nikolái Krylenko (1885–1938) |         | Partido Comunista | 20 de julio de 1936 - 18 de enero de 1938 | Mólotov II–III          |
| 2   |           | Nikolái Ryshkov (1876–1951)  |         | Partido Comunista | 18 de enero de 1938 - 15 de marzo de 1946 | Mólotov III–IV Stalin I |